# Pianomuseum Haus Eller
Het Pianomuseum Haus Eller is een museum in het plaatsje Ahe in de gemeente Bergheim, Noordrijn-Westfalen, Duitsland. Het pand waarin het gevestigd is, is erkend als cultureel erfgoed.

## Geschiedenis
Het pianomuseum is gevestigd in Haus Eller, dat vernoemd is naar de bouwer ervan. Het pand is van oorsprong een boerenwoning uit 1778 van het type dat in het Duits  Dreiseithof genoemd wordt en is een geregistreerd monument. Het museum bestrijkt een oppervlakte van 450 vierkante meter.
In het museum staan zeventig toetsinstrumenten opgesteld die gebouwd werden in de periode 1750 tot 1950. Daarnaast is er een ruimte ingericht voor concerten met muziek uit de late 18e, de 19e en 20ste eeuw. De muziek wordt gespeeld op authentieke, gerestaureerde instrumenten die uit dezelfde tijd stammen als de composities. Er wordt ongeveer een concert per twee weken uitgevoerd.
Het museum wordt geleid door Christoph Dohr wiens liefde voor de muziek werd aangewakkerd op het gymnasium. Hij werd sterk beïnvloed door de muziekpedagoog Dieter Schulte-Bunert die daar les gaf en muzikaal verbonden was aan de Paulusgemeente van Krefeld. Na zijn Abitur studeerde hij onder meer muziekwetenschap in Keulen.